# Aktualizační postup
Aktualizační postupy jsou realizace aktualizačních zásahů, při kterých se různě obměňuje, modifikuje, aktuálně posouvá ustálená sémantická platnost frazému a zároveň se mění ustálené složení komponentů, resp. jejich rozložení ve frazému. Jako nejproduktivnější aktualizační postupy se ukazují:
- rozštěpení frazému, tedy vkládání kontextových slov do pevného složení frazému, např.: Tichá voda břehy mele – Tichá voda, mezi námi, břehy mele
- aktualizační doplnění frazému, tedy volné rozvití vazebních nebo jiných možností některých komponentů, jakoby šlo o samostatné slovo, např. : ocitl se na dněve sklepě
- useknutí frazému – nedokončení celé sestavy frazému, kterým se dostávají do popředí vlastní významy zbývajících složek, např. hlas volajícího (z jednotky hlas volajícího na poušti), kupovat zajíce (z jednotky kupovat zajíce v pytli), při všeobecně známých a běžných příslovích a pořekadlech vede takový postup ke vzniku nového, tzv. zkráceného variantu původní jednotky. Změna totiž v tomto případě nezasahuje význam jednotky, např. Kolik řečí umíš, tolikrát jsi člověkem – Kolik řečí umíš...
- aktualizační změny ustálené syntaktické stavby frazémy, např. Karta se obrátila (pořekadlo) – obrácená karta (platí doslovně)
- aktualizační substituce komponentů frazému
- zkřížení frazému (srov. frazeologická kontaminace)
- destrukce frazému